# Луговая улица (Киев)
Лугова́я у́лица — улица в Оболонском районе города Киева, местность Приорка, промышленная зона Оболонь. Пролегает от Автозаводской до Богатырской улицы. 
Примыкают улицы Бережанская, Коноплянская и Петра Дегтяренко. В конце соединена с улицей Маршала Тимошенко путепроводом, построенным в середине 1980-х годов.

## История
Улиця возникла в 1-й половине XIX столетия под таким же названием. В 1995 году часть Луговой улицы и 1-й Старо-Забарский переулок были объединены под названием Мукачевская улица. 
В 1958 году улица получила название Цепная, нынешнее название было возвращено в 1961 году. В 1970-е годы продлена до современных границ, расширена и перестроена.

## Интересный факт
В разные годы название Луговая имели другие улицы Киева: Батуринская, Ижевская, Кировоградская, Прилужная, Тихоновский переулок, Ясиноватский переулок.